# Cumbia villera
La cumbia villera est un genre musical d'origine argentine, dérivant de la cumbia, apparue dans les bals de Buenos Aires à la fin des années 1970, et qui a connu son apogée dans les années 1990. Très répandue dans les banlieues pauvres, symbole culturel et identitaire des milieux marginaux, elle recourt à une musique d'inspiration folklorique, et à un discours axé sur la violence, le sexe, la misère. Elle a essaimé principalement en Amérique du Sud. Les trois groupes les plus authentiquement représentatifs de ce mouvement sont Damas Gratis, Los Pibes Chorros et Yerba Brava.